# برناردوس سیلوستریس
برناردوس سیلوستریس (انگلیسی: Bernardus Silvestris; ۱ ژانویهٔ ۱۰۸۵ – ۱ ژانویهٔ ۱۱۶۰) نویسنده، و فیلسوف اهل فرانسه بود.